# Liste der Monuments historiques in Belan-sur-Ource
Die Liste der Monuments historiques in Belan-sur-Ource führt die Monuments historiques in der französischen Gemeinde Belan-sur-Ource auf.

## Liste der Immobilien
| Bezeichnung                    | Beschreibung                                  | Standort                | Kennzeichnung | Schutzstatus | Datum | Bild           |
| ------------------------------ | --------------------------------------------- | ----------------------- | ------------- | ------------ | ----- | -------------- |
| Kirche Assomption-de-la-Vierge | aus dem 15. Jahrhundert                       | Rue de la Cure (Lage)   | PA00112132    | Inscrit      | 1927  | weitere Bilder |
| Château de Belan-sur-Ource     | Schloss, 1863 erbaut; mit Wirtschaftsgebäuden | 5 route de Brion (Lage) | PA00112758    | Inscrit      | 1991  | weitere Bilder |

## Liste der Objekte
| Bezeichnung    | Beschreibung                                 | Standort                                     | Kennzeichnung | Schutzstatus | Datum | Bild |
| -------------- | -------------------------------------------- | -------------------------------------------- | ------------- | ------------ | ----- | ---- |
| Kirchenfenster | Buntglas, zweite Hälfte des 16. Jahrhunderts | in der Kirche Assomption-de-la-Vierge (Lage) | PM21000286    | Classé       | 1982  |      |